# Páni ze Zástřizl
Páni ze Zástřizl (německy von Zastrizl) byli starý moravský vladycký rod, který pocházel ze Zástřizl jihozápadně od Kroměříže.

## Historie

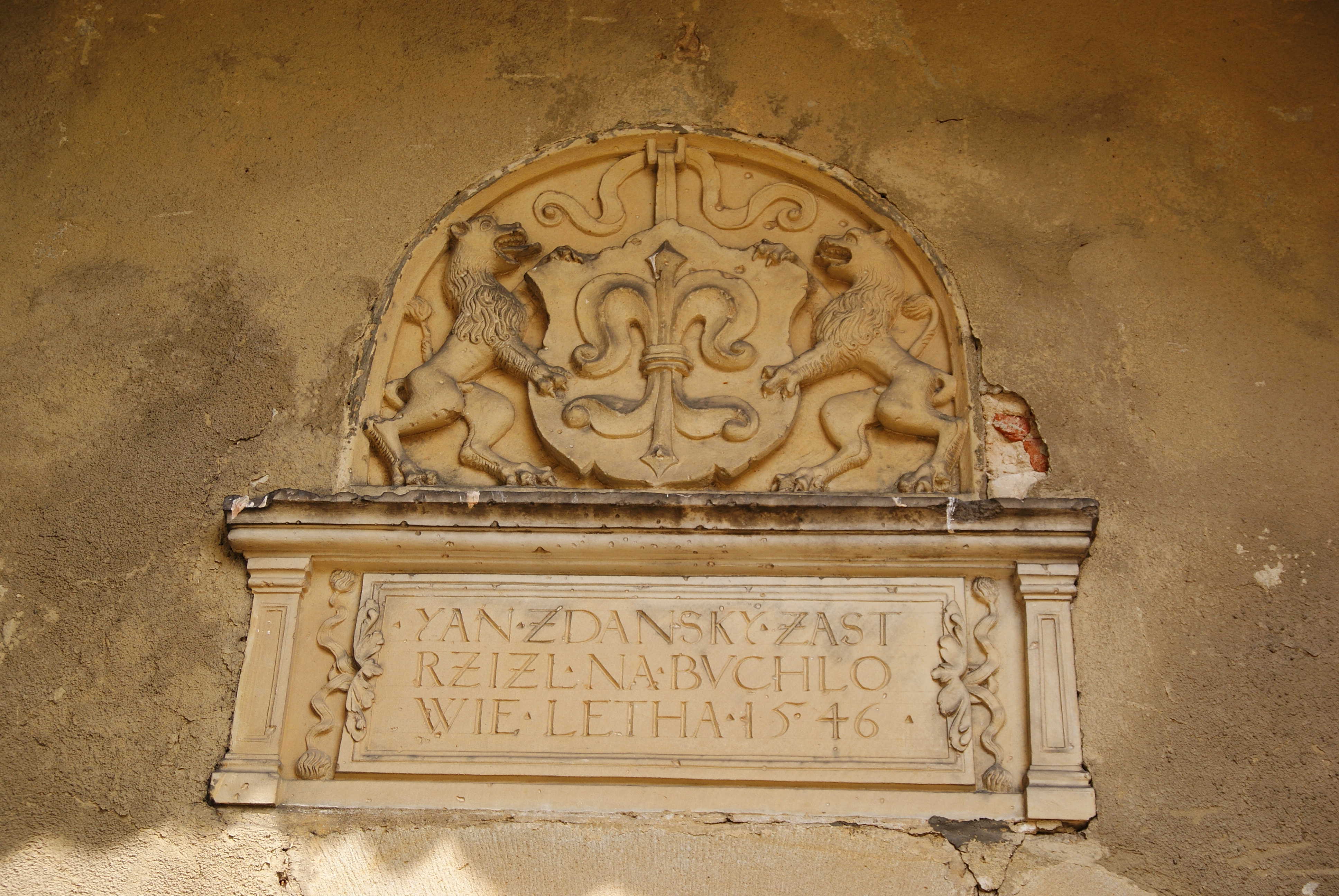
Erb Jana Ždánského ze Zástřizl na hradě Buchlově

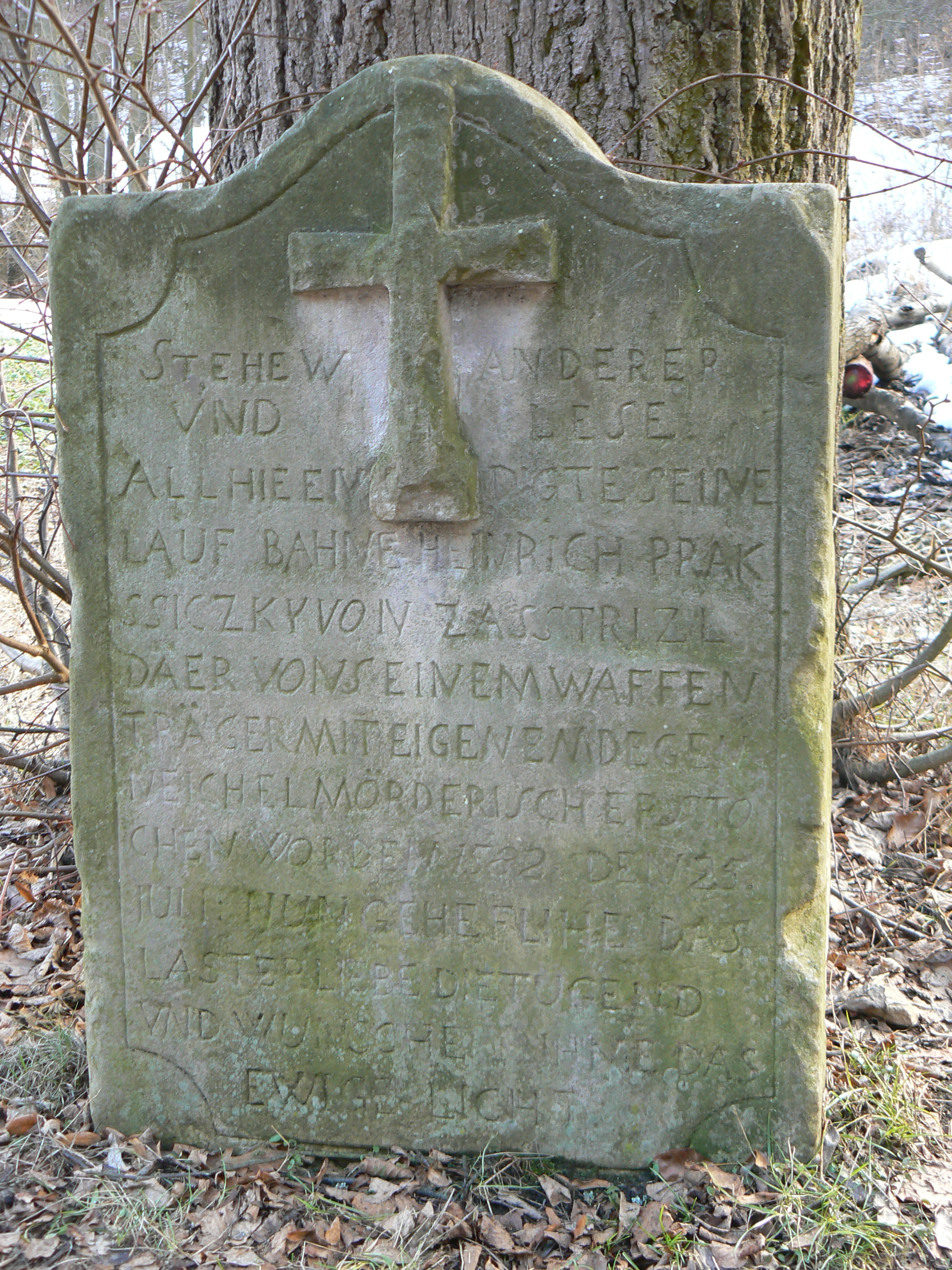
Kopie pomníku upomínající zavražděného Jindřicha Prakšického ze Zástřizl v Buchlovicích

Jako pravděpodobný předek se uvádí zemský stolník Sulislav, který žil na počátku 13. století. Ve 14. století se rod rozdělil do tří větví. Linie držící Kunkovice vymřela velmi časně, podobně jako větev vlastnící Pavlovice.
Rod svůj původ odvozuje od obce Zástřizly východně od Kroměříže, nedaleko od hradu Buchlova, kde měl svou tvrz. Ačkoli první písemné zmínky o tomto rodu jsou až ze 14. století, Počátky rodu sahají do 12. století, zřejmě do 2. poloviny.
V Zástřizlech bratři Jindřich a Protivec založili dvě odnože této větve. Jan roku 1544 zakoupil Buchlov, Židlochovice, působil jako komoří Markrabství moravského. Jaroš pocházel z odnože, které patřily Morkovice, a pomáhal Ctiborovi Tovačovskému z Cimburka právními radami při sestavování Zemského zřízení.
Václav během stavovského povstání sloužil jako zemský soudce.
Rodu mimo jiné patřily Buchlovice, Boskovice, Náměšť na Hané, Letonice a Svatobořice. Prakšická větev při konfiskacích ztratila značnou část majetku, neboť většina členů této větve se aktivně zapojila do povstání vzbouřených stavů. Bernard Prakšický ze Zástřizl věznil olomoucké kanovníky a poté byl zvolen direktorem za rytířský stav, po porážce na Bílé hoře přišel o statky on i další člen větve Jan.
Ostatní členové Morkovské větve rodu se přidali na císařskou stranu, avšak již v roce 1687 smrtí Karla Františka vymřel rod po meči. Sňatkem Zuzany Kateřiny Liborie Prakšické ze Zástřizl (provdané a ovdovělé Morkovské ze Zástřizl) v roce 1688 s knížetem Walterem Xaverem z Ditrichštejna přešlo vlastnictví panství Boskovice na mocný rod Ditrichštejnů.

## Erb
V červeném štítu nosili stříbrnou heraldickou lilii, která byla stejná jako u Beřkovských ze Šebířova, přestože tyto rody nemají nic společného. V klenotu měli na přilbě stejnou lilii jako ve štítu nebo tři pštrosí péra.

## Příbuzenstvo
Spojili se s Petřvaldskými, Žerotíny, Bítovskými ze Slavíkovic, z Víckova, z Bílkova, z Korotína či Ditrichštejny, či s Tluky z Tošanovic.